# Maillé Brézé (contre-torpilleur)
Le Maillé Brézé est un contre-torpilleur français de la classe Vauquelin, coulé accidentellement en Écosse le 30 avril 1940. Il a été baptisé en hommage à Jean Armand de Maillé-Brézé, un officier de marine français du XVIIe siècle.

## LeMaillé Brézéen chiffres
Conçus comme des versions améliorées de leurs prédécesseurs de la classe Aigle, les navires de la classe Vauquelin sont longs de 129,3 mètres et larges de 11,8 mètres pour un tirant d'eau de 4,97 mètres. Chacun déplace 2 441 tonnes à vitesse normale et 3 120 tonnes à pleine charge. Ils sont propulsés par deux turbines à vapeur Rateau-Breguet entraînant chacune une hélice et alimentées par quatre chaudières du Temple. Ces turbines, capables de fournir une puissance totale de 64 000 chevaux, permettent au vaisseau d'atteindre une vitesse maximale de 36 nœuds, soit 67 km/h. Durant ses essais en mer le 5 octobre 1932, les turbines du Maillé Brézé atteignent même 69 362 chevaux et le navire file à 40,3 nœuds (74,6 km/h) pendant une heure. Chaque contre-torpilleur transporte à son bord suffisamment de mazout pour disposer d'une autonomie de 3 000 milles nautiques à une vitesse de 14 nœuds (soit 5 600 km à 26 km/h). L'équipage est composé de 10 officiers et 201 matelots en temps de paix et de 12 officiers et 220 marins en temps de guerre.
L'artillerie principale des navires de la classe Vauquelin consiste en cinq canons de 138,6 mm modèle 1927 montés chacun sur une tourelle blindée simple, avec une paire de tourelles superposées à l'avant et à l'arrière de la superstructure et le cinquième canon situé sous la cheminée arrière. L'armement antiaérien se compose de quatre canons de 37 mm modèle 1925 à tourelle simple, placés au milieu du navire, et de quatre mitrailleuses Hotchkiss de 13,2 mm modèle 1929 montées sur deux tourelles doubles à hauteur du gaillard d'avant, à côté de la passerelle. Chaque bâtiment dispose en outre de deux doubles tubes lance-torpilles de 550 mm, à raison d'une paire de chaque côté du navire au niveau de l'écart dans la rangée de cheminées, et d'un triple tube situé sous la paire de cheminées arrières. Chaque tube est en outre équipé de deux goulottes à grenades anti-sous-marines, soit 16 grenades pesant chacune 200 kg, sans compter huit grenades de réserve. L'ensemble est complété par deux lanceurs à grenades, un sur chaque flanc au niveau des cheminées arrière, abritant une douzaine d'explosifs de 100 kg chacun. Enfin, les navires peuvent être équipés de rails destinés au largage de 40 mines Breguet B4 de 530 kg.

## Histoire
Après avoir participé à la campagne de Norvège, le Maillé Brézé fut détruit par la chute accidentelle d'une torpille le 30 avril 1940 dans le port de Greenock en Écosse, ; le naufrage fit 28 victimes. Renfloué, il fut démoli en 1955.